# Andrea Domenico Fiocchi

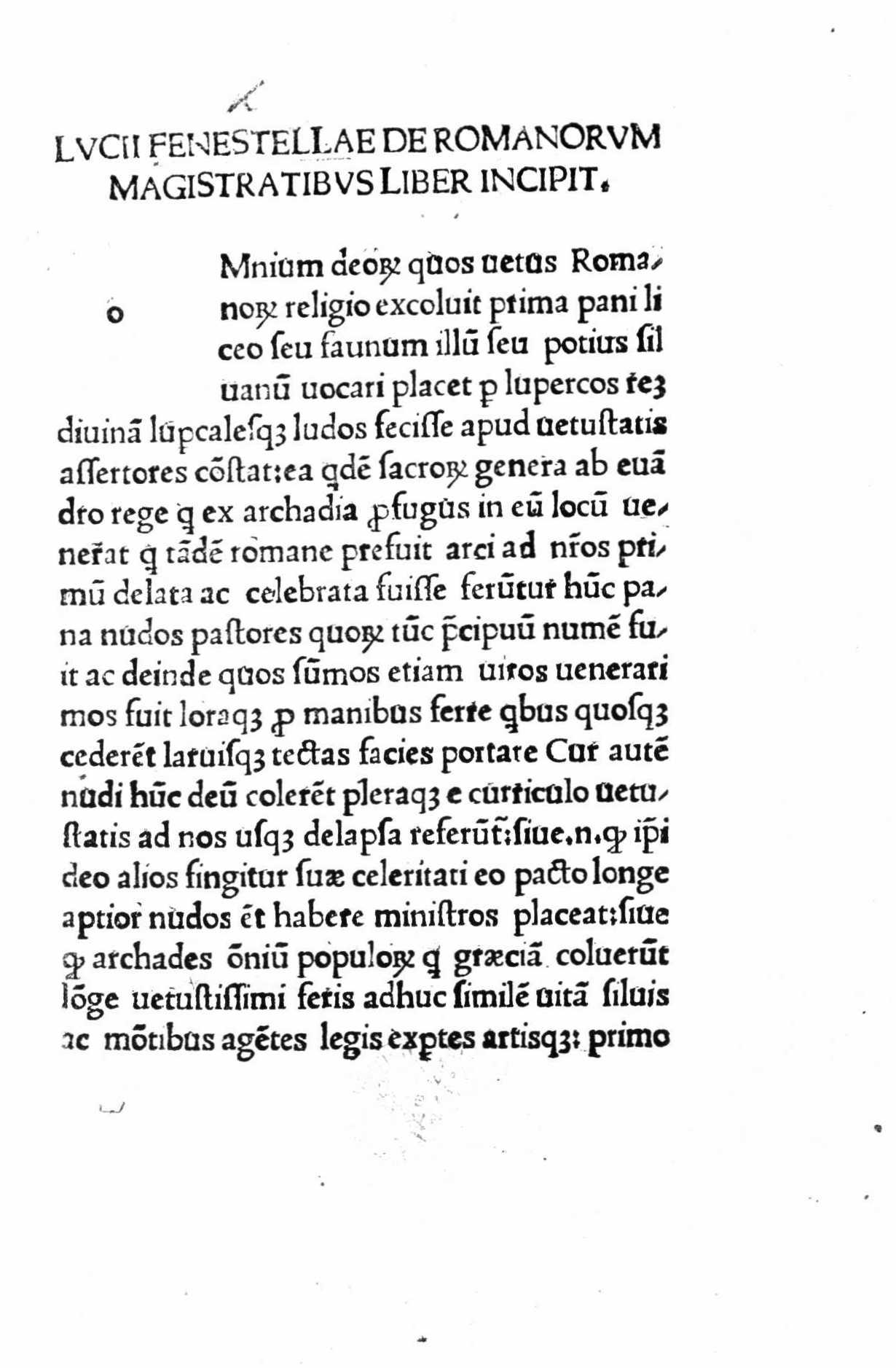
De Romanorum magistratibus, 1475

Andrea Domenico Fiocchi, noto anche con lo pseudonimo di Lucius Fenestella (Firenze, ... – Roma, prima del 12 agosto 1452), è stato un umanista e giureconsulto italiano, esponente dell'umanesimo romano.

## Biografia
Nato forse intorno al 1400 a Firenze, ricevette la prima istruzione dal cardinale Alamanno Adimari, arcivescovo di Pisa. Le notizie lacunose sulla sua vita non permettono di ricostruirne la biografia se non fino a quando entrò al servizio del papa veneziano Eugenio IV (1431-1447) il quale, nel 1432, lo nominò tra i dieci referendari e familiari della corte pontificia. Il 13 novembre 1435 fu creato notaio ed entrò quale segretario, scrittore e abbreviatore della Cancelleria apostolica. Dopo aver seguito il papa a Firenze, il Fiocchi è ricordato da Flavio Biondo come uno tra i partecipanti sulla natura della lingua parlata dagli antichi romani insieme a Leonardo Bruni, Poggio Bracciolini, il Biondo stesso, Antonio Loschi e altri intellettuali del periodo. Divenuto giudice del Certamen coronario voluto da Piero de' Medici e da Leon Battista Alberti nel 1441, il Fiocchi rimase al servizio anche di Niccolò V fino alla morte avvenuta prima del 12 agosto 1452.

## Opere
- (LA) Andrea Domenico Fiocchi, De magistratibus sacerdotiisque Romanorum libellus, iam primùm nitori suo restitutus. Pomponii Laeti itidem de magistratibus & sacerdotiis, & praeterea de diuersis legibus Romanorum, Lione, apud Iacobum Chouët, 1591, SBN BVEE006188. URL consultato il 13 aprile 2024. (sotto lo pseudonimo di Lucius Fenestella)

### Manoscritti
- Tractatus de magistratibus Romanorum, XV secolo, Milano, Biblioteca Ambrosiana, Fondo Trotti, Trotti 403,  ff. 1r-77r.